# Lonicera caprifolium
Lonicera caprifolium (обикновен нокът, обикновена лоницера) е вид покритосеменни растения от род орлови нокти (Lonicera) на семейство Бъзови (Caprifoliaceae). Разпространен е в естествени условия в Средна и Южна Европа, Мала Азия и района на Кавказ, но се използва и като декоративно растение.
Lonicera caprifolium е листопаден увивен храст, достигащ височина от 5 m. Листата са елиптични, тъмнозелени от горната си страна и сивосинкави отдолу. През юни-юли цъфти с едри и ароматни цветове, от бели до червени на цвят. Плодовете представляват оранжевочервени ягоди, които узряват през август.